# Benoît Bouchard
Pour les articles homonymes, voir Bouchard.
Benoît Bouchard (16 avril 1940, Roberval, Québec - ) est un homme politique et ambassadeur canadien.

## Biographie
Né à Roberval le 16 avril 1940, il est le fils de François-Xavier Bouchard.
Après une carrière de professeur et d'administrateur au Saguenay-Lac-St-Jean, il est élu pour la première fois en 1984 à la Chambre des communes comme député du comté Roberval, sous la bannière du Parti progressiste-conservateur du Canada (PC). Il est aussitôt promu au cabinet par le premier ministre Brian Mulroney en tant que ministre d'État (Transport) (1984-1985). Il est ensuite nommé secrétaire d'État du Canada (1985-1986), ministre de l'Emploi et de l'Immigration (1986-1987) et ministre des Transports (1988-1990). À la suite de sa réélection en 1988, il est nommé ministre de l'Industrie, des Sciences et de la Technologie (1990-1991) pour ensuite être titulaire du ministère de la Santé et du Bien-être social (1991-1993).
À titre de lieutenant politique du Québec dans le cabinet Mulroney, il est un témoin privilégié lors de l'accord du lac Meech, et de l'accord de Charlottetown.
Il quitte la politique active en juin 1993 et pour être ensuite nommé ambassadeur du Canada en France (1993-1996).
Lors de son retour en 1996, il est nommé président du Bureau de la sécurité des transports du Canada. Il surveille le rapport d'enquête lors de l'accident du Vol 111 Swissair, qui s'était abîmé sur les côtes de la Nouvelle-Écosse.
En juin 2006, il est nommé négociateur fédéral en chef dans les négociations territoriales globales et d'autonomie gouvernementale de la Nation Innue du Québec, qu'il occupe jusqu'en mars 2010.
En juin 2013, Bouchard est nommé par le gouvernement du Canada, pour un mandat de quatre ans, commissaire à la Commission internationale mixte Canada-États-Unis sur la gestion des eaux partagées.

## Distinctions
2011 -  Membre de l'Ordre du Canada,